# Adura Onashile
Adura Onashile (* in London) ist eine britische Schauspielerin, Dramatikerin, Drehbuchautorin und Film- und Theaterregisseurin.

## Leben
Adura Onashile wurde in London geboren und wuchs im Vereinigten Königreich und in Nigeria auf.
Ihr Kurzfilm Expensive Shit, der auf ihrem gleichnamigen Theaterstück aus dem Jahr 2013 basiert, feierte 2020 beim London Film Festival seine Premiere. Film und Stück haben unter anderem sexuelle Ausbeutung und prekäre Arbeit zum Thema. Hintergrund sind Ereignisse im The Shimmy Club in Glasgow. Im Jahr 2021 wurde sie von Screen International zu den „Stars of Tomorrow“ gezählt. Ihr Spielfilmdebüt Girl mit Déborah Lukumuena in der Hauptrolle feierte im Januar 2023 beim Sundance Film Festival seine Premiere.
Seit 2023 lebt Onashile in Glasgow.

## Filmografie
- 2019: Pancake (Kurzfilm, Drehbuch)
- 2020: Expensive Shit (Kurzfilm, Regie und Drehbuch)
- 2023: Girl (Regie und Drehbuch)

## Auszeichnungen
BAFTA Scotland Award
- 2024: Nominierung für die Beste Regie (Girl)[4]

Göteborg International Film Festival
- 2023: Nominierung als Bestes Erstlingswerk für den Ingmar Bergman Award (Girl)[5]

London Critics’ Circle Film Award
- 2022: Nominierung als British/Irish Short Film of the Year (Expensive Shit)[6]

Sundance Film Festival
- 2023: Nominierung für den Grand Jury Prize – World Cinema Dramatic (Girl)